# Fraukirch

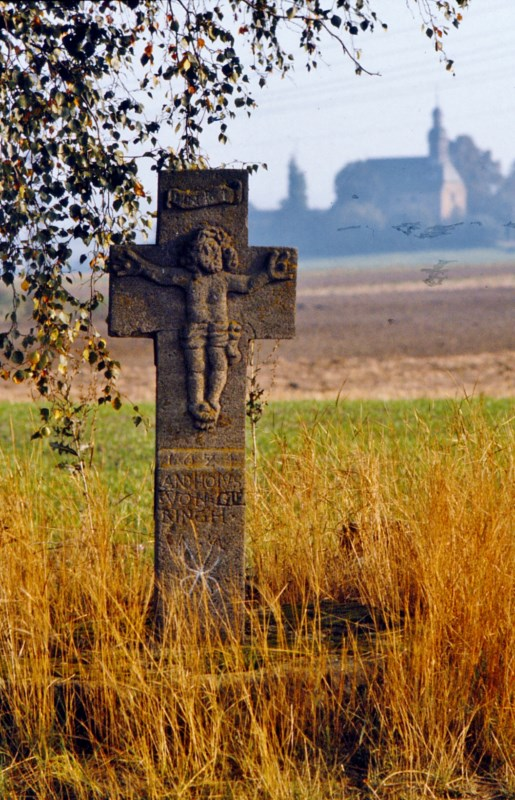

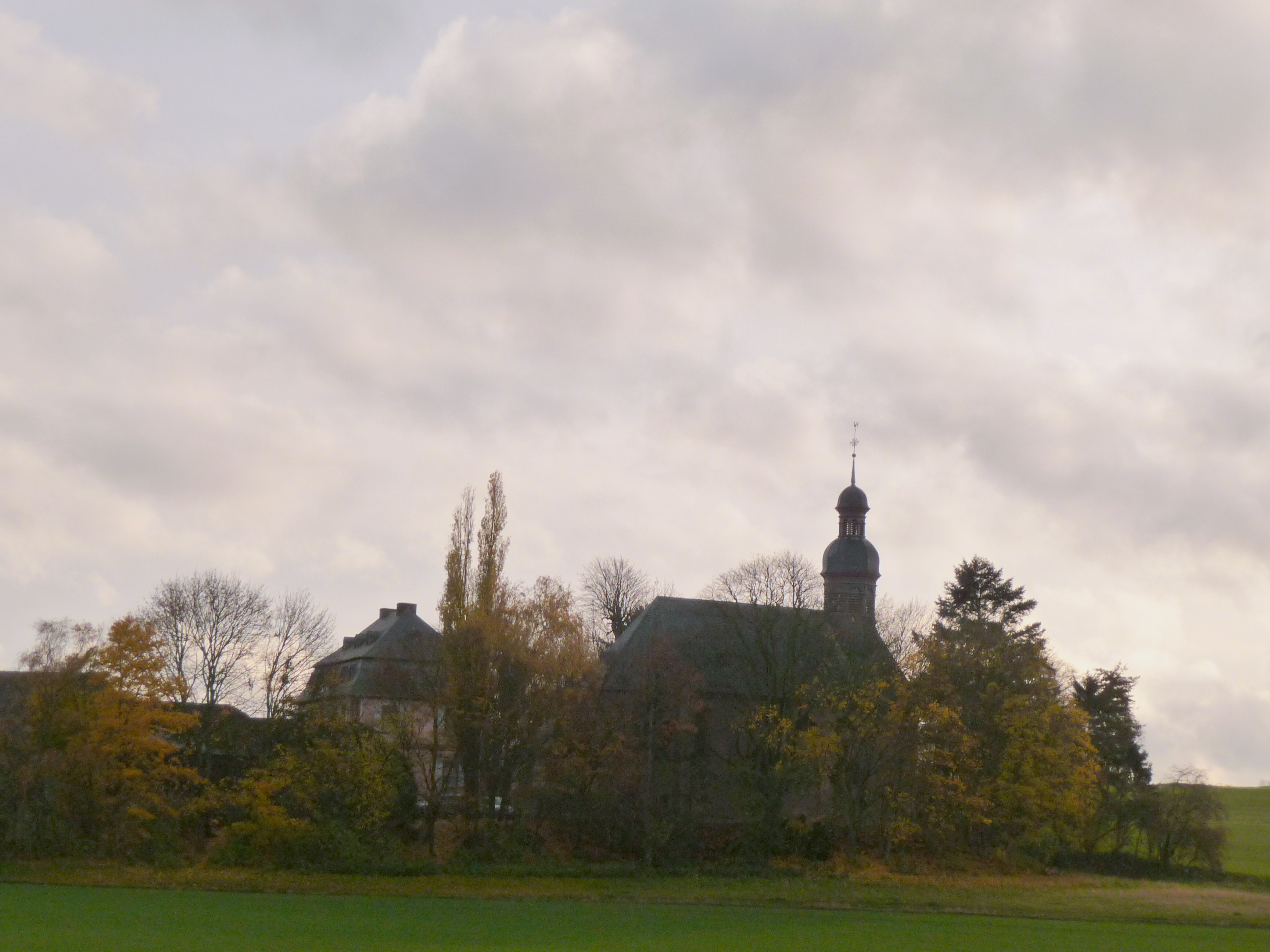
Fraukirch aus der Ferne

Fraukirch ist ein kleiner Wallfahrtsort in der Pellenz, zur Ortsgemeinde Thür gehörend, der nur aus einem Gehöft und einer kleinen, ehemals dreischiffigen Kirche besteht, die im rheinischen Übergangsstil erbaut wurde.

## Geschichte
Nach der regionalen Genovevasage baute Pfalzgraf Siegfried, der in Mayen im 8. Jahrhundert residiert haben soll, die Kirche zum Dank für die Errettung seiner Frau Genoveva durch die Gottesmutter Maria. Das aus farbig gefasstem Tuff bestehende Altarbild aus dem Jahre 1667 zeigt in prächtiger, plastischer Darstellung (Knorpelstil) in Form einer Bildergeschichte den Ablauf der Legende. In einer hinteren Ecke des Gebäudes steht aufrecht eine Grabplatte mit einer lebensgroßen Darstellung eines Ritters und seiner Frau.
Ebenfalls in der Kirche befinden sich die ergänzten Originalteile des sogenannten Golokreuzes, eines volkstümlich als Schöpflöffel bezeichneten religiösen Prozessionsmals, das bis zu seiner Zerstörung 1977 (durch Antiquitätendiebe) der Straße von Thür nach Kruft (heute B 256) auf der Anhöhe zwischen Thür und der Abzweigung nach Mendig stand. Auch wenn es zuweilen als Bildstock bezeichnet wird, diente es ursprünglich zum Abstellen der bei Prozessionen zur Fraukirch mitgeführten Pyxis, die in der ansonsten leeren Nische ihren Platz fand. Das 1472 von einem gewissen Clais Beligen gestiftete Stück trägt auf dem Schaft und Sockel eine frühe deutsche Übersetzung des lateinischen Salve Regina.
Am Originalstandort steht heute eine Kopie. Es war die Stelle, an der der Ritter Golo der örtlichen Sage zufolge wegen der Verleumdung seiner Herrin Genoveva gevierteilt worden sein soll.  Allerdings ist diese Erzählung erstmals im 19. Jahrhundert nachweisbar und deswegen wohl eher eine Erfindung der Romantik, auch der Name „Golokreuz“ erscheint erst in dieser Zeit.
Vom Mittelalter bis ins 18. Jahrhundert fanden in Fraukirch regionale Gerichtstage für die umliegenden Pellenzgemeinden statt. Außerdem war die Fraukirch ein vielbesuchter Wallfahrtsort.
Die Kirche wurde urkundlich zum ersten Mal im 13. Jahrhundert erwähnt. Bis 1764 war sie Eigenkirche des Bischofes von Trier und ging dann an die Abtei Maria Laach über. 1804 erwarb der Landwirt Johann Wilhelm Nell von Thür das Anwesen aus dem säkularisierten Klosterbesitz. Der Gutshof ist seitdem im Privatbesitz der Familie Sesterhenn, den Nachfahren Nells. Die Fraukirch gehört seit einer Schenkung im Jahr 1906 zu der Pfarrgemeinde St. Johannes Thür.

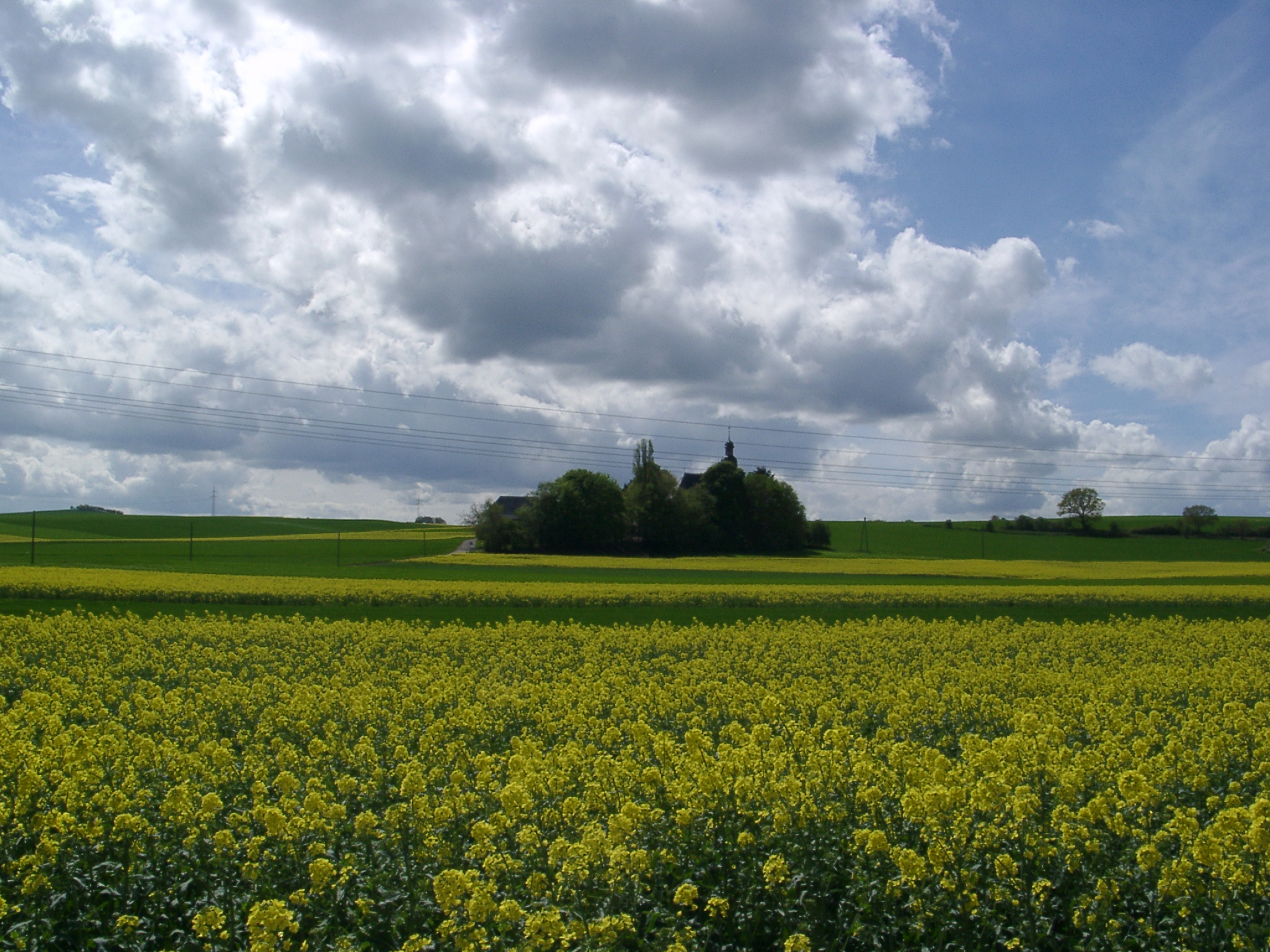
Lage inmitten der Felder und Wiesen
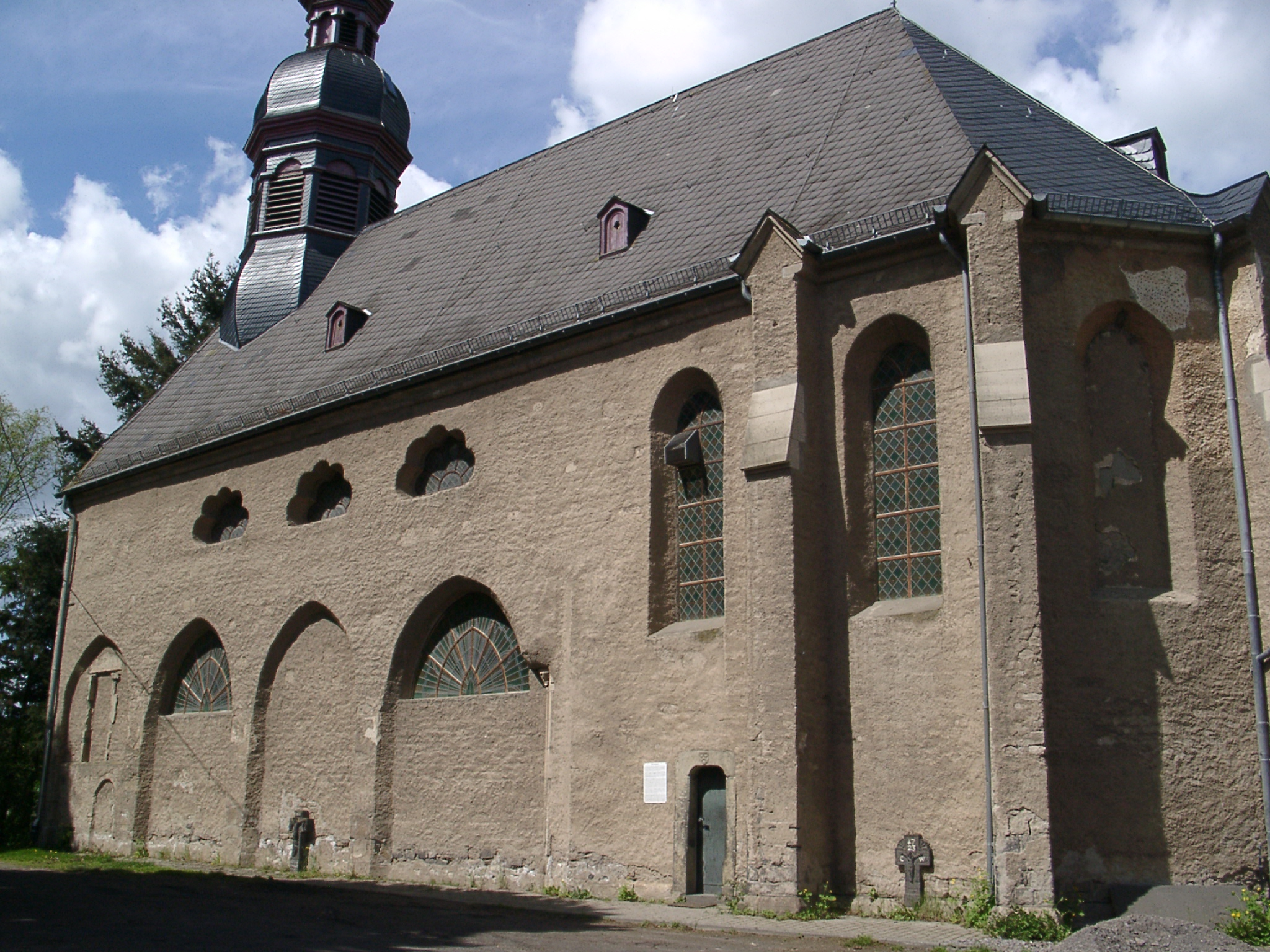
Außenansicht
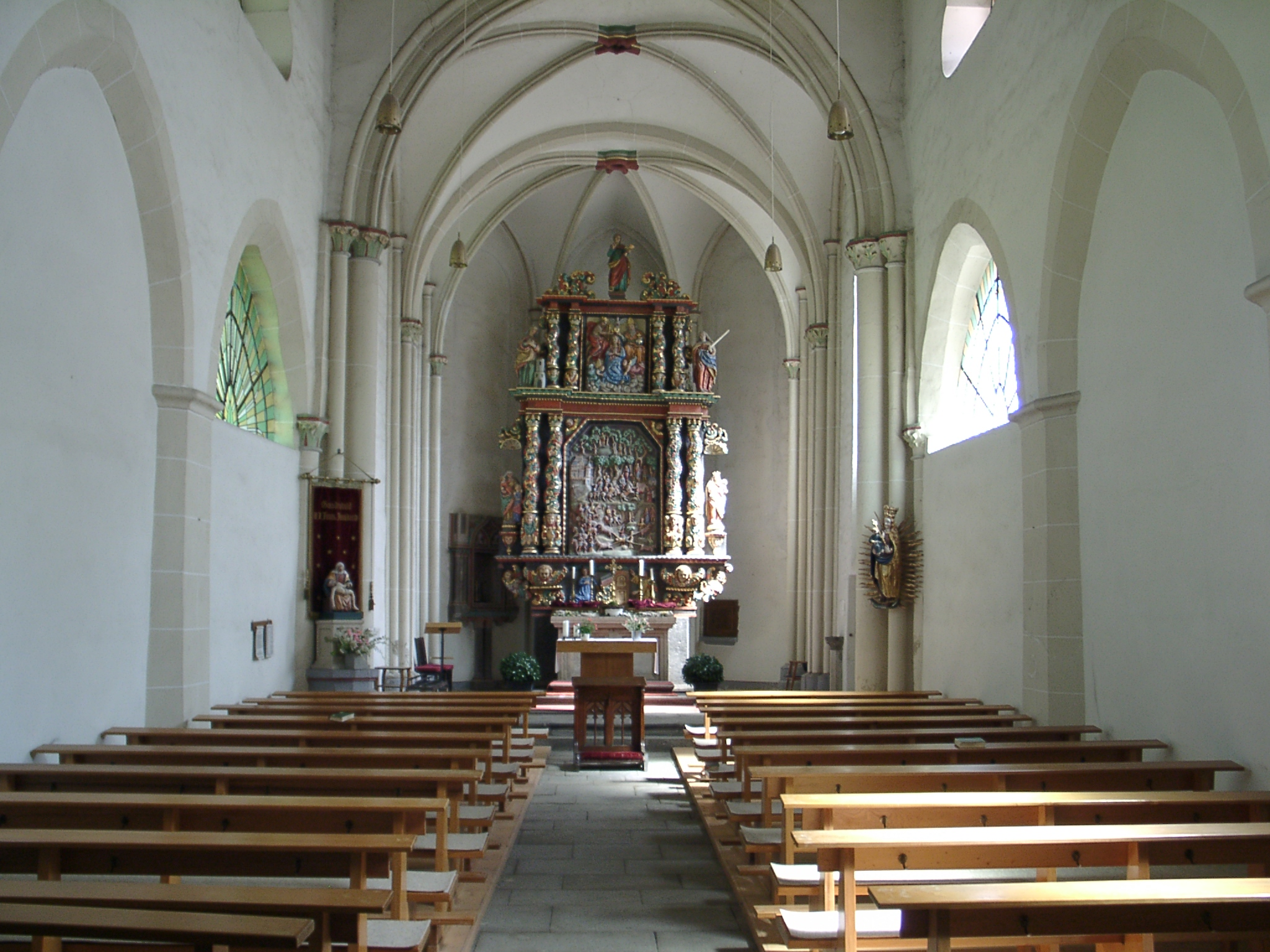
Innenansicht
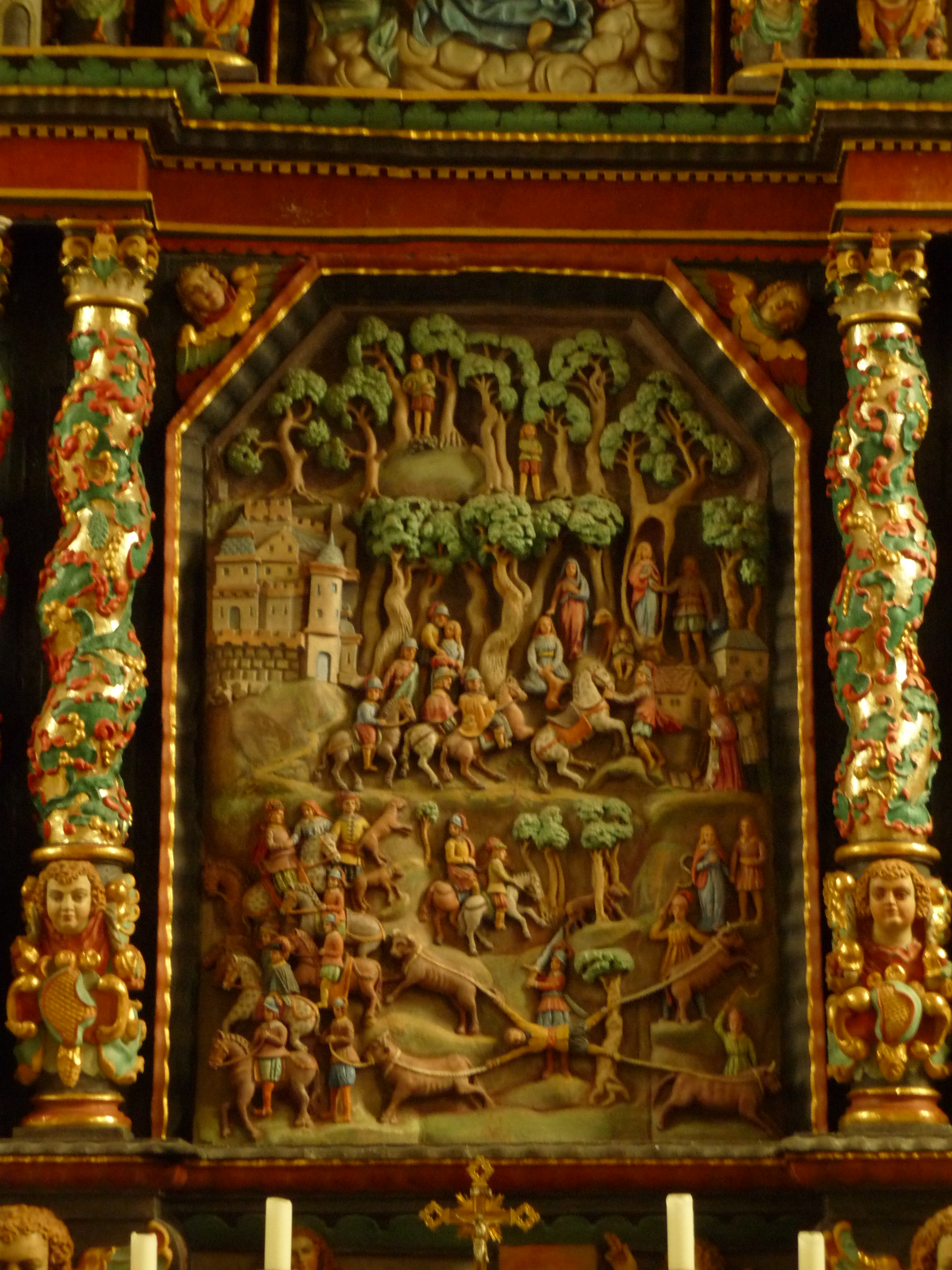
Altar (Detail)
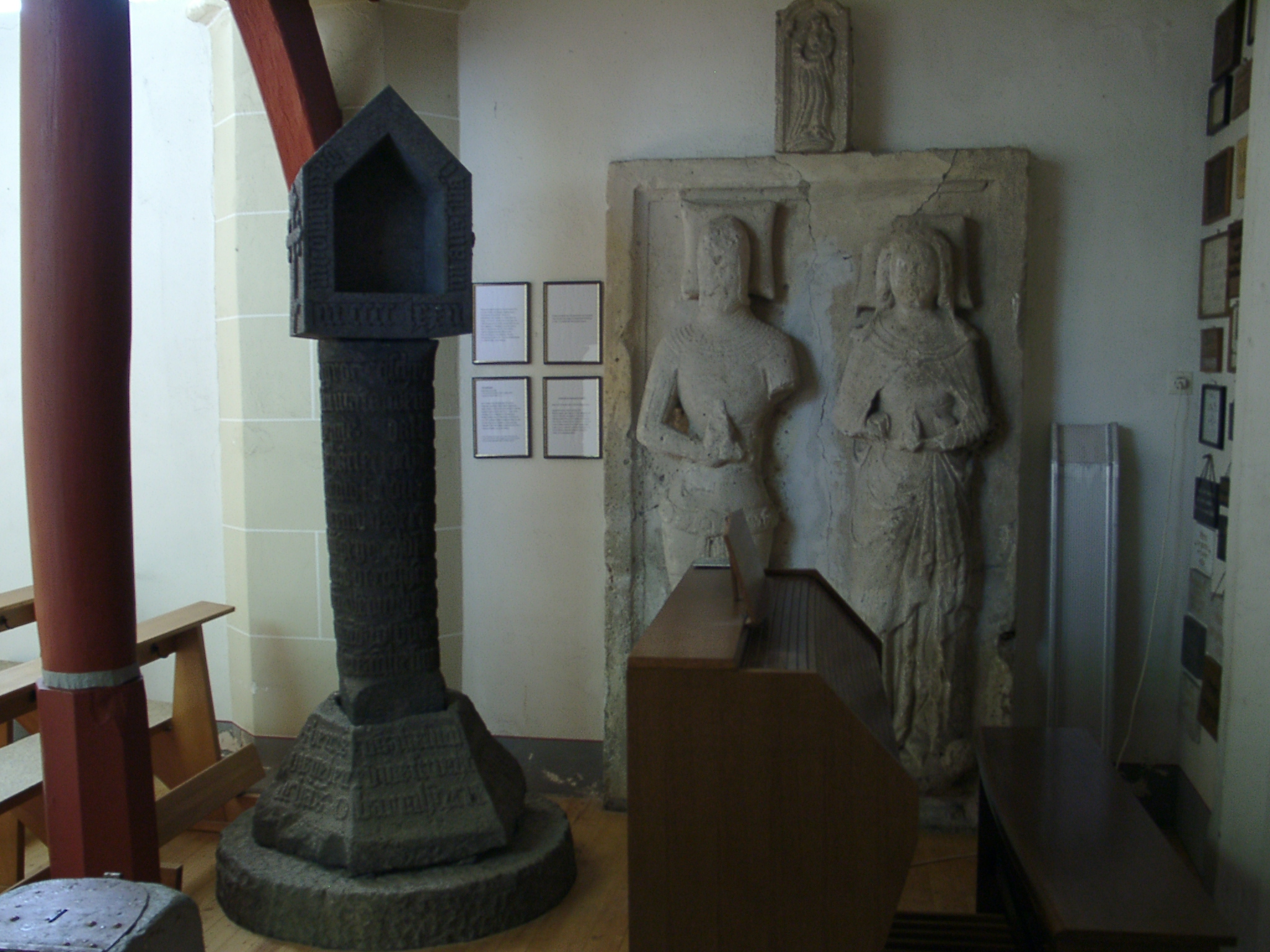
Rittergrabmal und Golokreuz
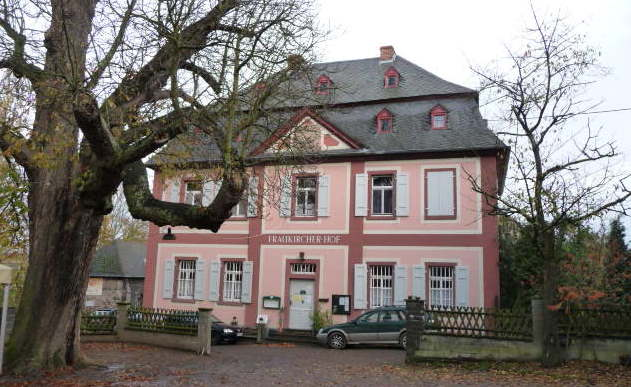
Fraukircher Hof
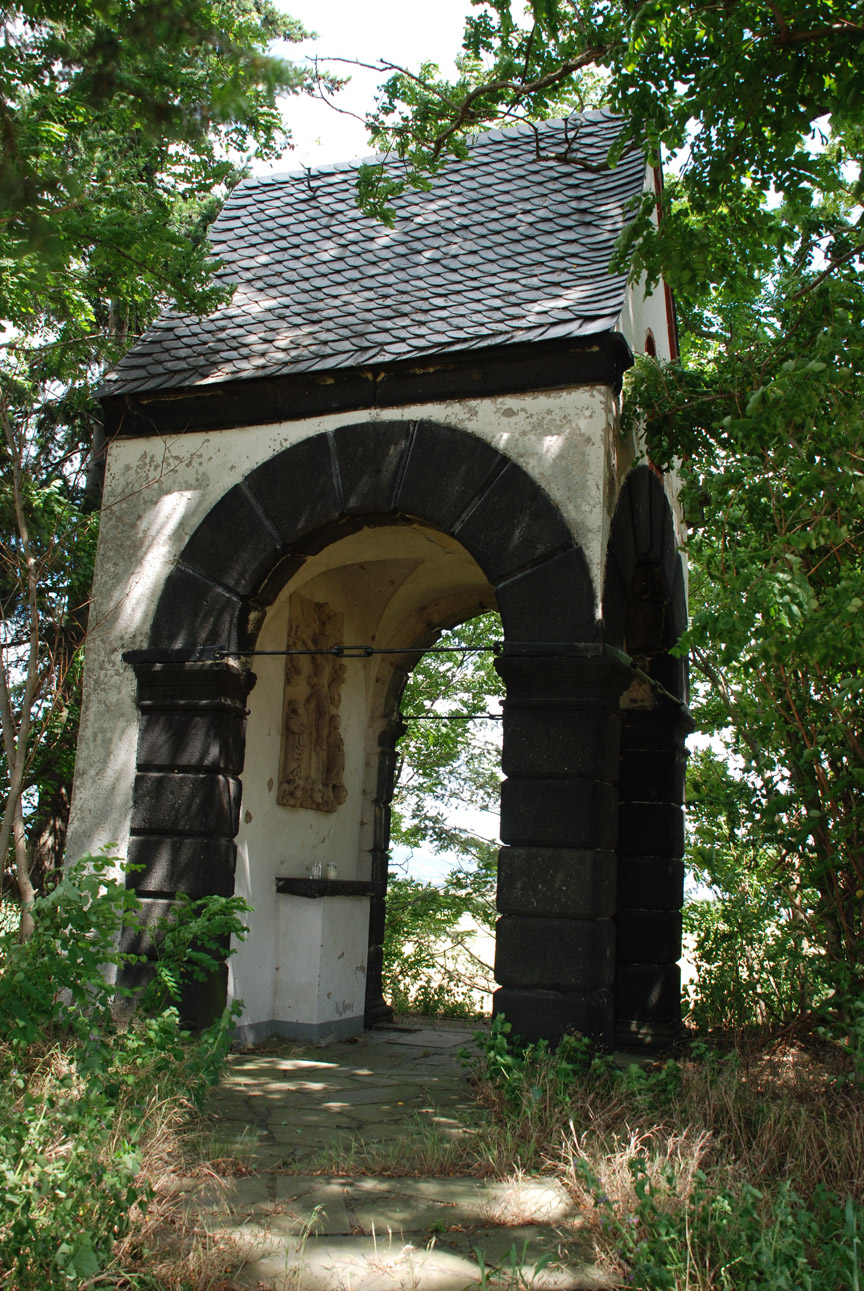
Marterl oberhalb Fraukirch